# Bijoux berbères

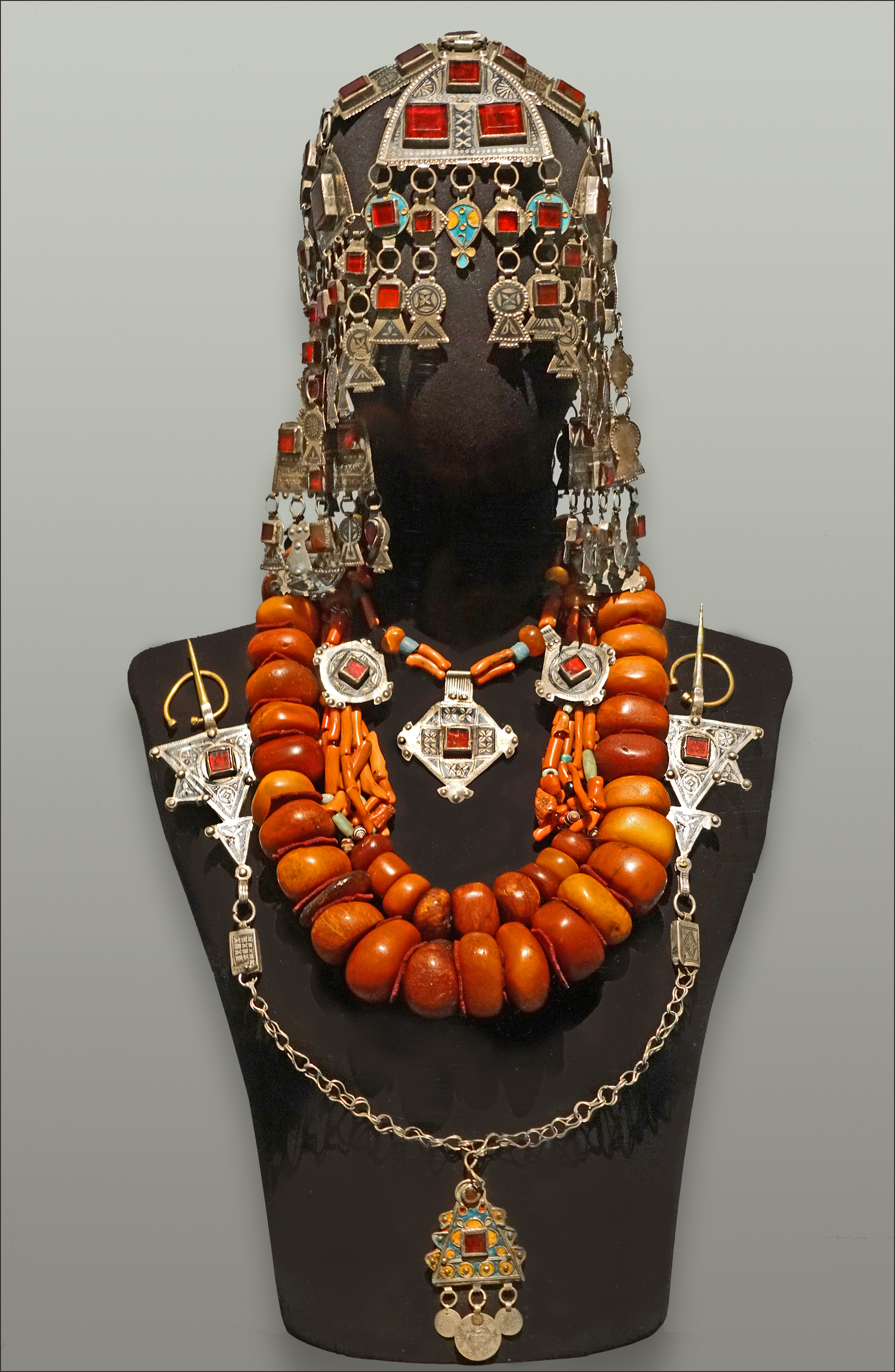
Bijoux d'une femme chleuhe au musée du quai Branly à Paris.

Les bijoux berbères (en langue tamazight : ⵉⵇⵇⵛⵓⵛⵏ ⵉⵎⴰⵣⵉⵖⵏ ; ABL : iqqcucn imaziɣn) sont un style historique de bijoux traditionnels qui étaient portés par les femmes, principalement dans les zones rurales de l'Afrique du Nord habitées par des peuples autochtones berbères (en berbère : Amazigh au singulier, Imazighen au pluriel). Suivant de longues traditions sociales et culturelles, les orfèvres, berbères ou autres, au Maroc, en Algérie et dans les pays voisins ont créé des bijoux complexes avec des variations régionales distinctes. Dans de nombreuses villes et villages, il y avait des orfèvres juifs, qui produisaient à la fois des bijoux dans des styles berbères spécifiques ainsi que dans d'autres styles, en s'adaptant à l'évolution des techniques et aux innovations artistiques.
Transmettant leurs bijoux de génération en génération, en tant qu'élément visuel de l'identité ethnique berbère, les femmes ont maintenu cette tradition culturelle caractéristique dans le cadre de leurs parures spécifiques au genre. Comme les communautés berbères ont été les plus nombreuses au Maroc, par rapport à l'Algérie et à des communautés encore plus petites en Tunisie ou dans d'autres régions, le nombre et la variété de leurs bijoux ethniques correspondent à cette répartition démographique.
Les bijoux berbères étaient généralement en argent et comprenaient des plaques et des épingles triangulaires élaborées, utilisées à l'origine comme fermoirs pour vêtements, colliers, bracelets, boucles d'oreilles et articles similaires. Au cours de la seconde partie du XXe siècle, la tradition des bijoux berbères est progressivement abandonnée au profit de différents styles de bijoux en or. Au même titre que d'autres objets de la vie rurale traditionnelle, comme les tapis, les costumes ou la céramique, les bijoux berbères sont entrés dans les collections privées et publiques d'objets maghrébins. Des variations contemporaines de ces types de bijoux comme le symbole d'une main (khamsa) sont désormais vendues comme des produits commerciaux de mode.

## Histoire
Dans leur histoire documentée, remontant aux temps préhistoriques, les différents peuples indigènes berbères d'Afrique du Nord, de l'oasis de Siwa en Égypte jusqu'au Maroc et à la Mauritanie, et incluant historiquement les Guanches des îles Canaries, subissent des changements constants de modes de vie et de culture. Plus particulièrement, la conquête arabe entraîne d'importants changements à partir de la fin du VIIe siècle. Au fil du temps, les différents groupes berbères de la vaste région qu'est l'Afrique du Nord s'adaptent aux influences extérieures et à leurs cultures, vivant en partie en tant que populations rurales, mais aussi en tant que populations urbaines. Surtout dans les grandes villes, comme Marrakech ou Meknès, les Berbères se mélangent à des personnes d'autres origines ethniques, faisant progressivement émerger une société urbaine, islamisée et partiellement arabisée, ce qui conduit à un changement progressif de la culture berbère traditionnelle.

### Cultures berbères rurales
Dans les zones rurales, les Berbères sont traditionnellement des agriculteurs, vivant dans les montagnes, les plaines ou les oasis, comme celle de Siwa en Égypte ; mais d'autres, comme les Touaregs et les Zénètes du sud du Sahara, sont presque entièrement nomades. Certains groupes, comme les Chaouis, pratiquent une vie semi-nomade (transhumance) et, pendant certains mois de l'année, parcourent le territoire avec leurs troupeaux de bétail (ânes, moutons, chèvres et chameaux dans certaines régions) à la recherche de pâturages fertiles.

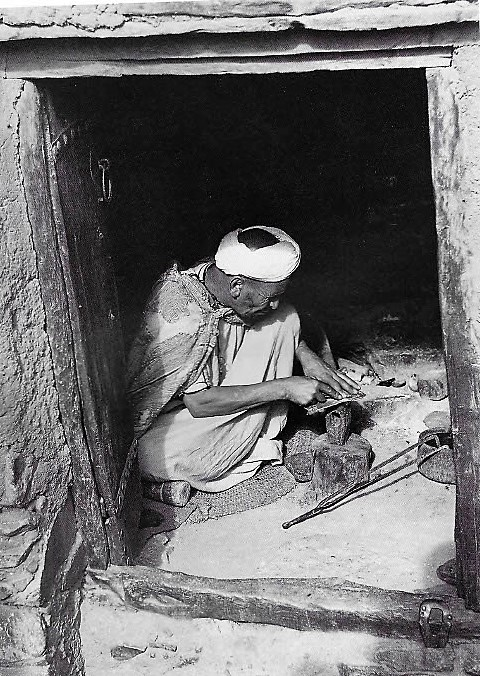
Orfèvre chleuh dans son atelier à Tiznit dans la région de Souss au Maroc.

Alors que la vie sédentaire ont prospéré depuis la Préhistoire, la survie dans les régions les plus sèches, notamment dans le Haut Atlas et l'Anti-Atlas, n'est possible que si les hommes se déplacent avec leur bétail vers les régions de haute montagne, où l'herbe et surtout l'eau sont encore disponibles en quantité suffisante. Comme ils ne rentrent dans leurs villages qu'à la fin de l'automne, leurs récoltes d'hiver sont stockées dans un grenier communautaire fortifié, appelé agadir, et protégées contre les autres nomades et les villages voisins hostiles par des gardes, qui y séjournent en permanence. Dans les villages et les petites villes du Maroc, les gens vivent souvent dans des bâtiments traditionnels appelés ksour. Dans la plupart des cas, les forgerons et les orfèvres exploitent de petits ateliers familiaux. Sur la base de leurs compétences à manier les quatre éléments, ces professions sont souvent peu appréciées, ce qui est en partie dû aux croyances superstitieuses attribuées à ces compétences.

### Bijoux berbères au Maroc, en Algérie et en Tunisie
Les bijoux sont faciles à transporter et les femmes peuvent les emporter lors des migrations annuelles. Dans un monde traditionnel qui fonctionne complètement ou en grande partie sans argent, les bijoux jouent également un rôle comme moyen d'épargne pour les situations d'urgence. Ainsi, les pièces de monnaie officielles étaient souvent utilisées pour orner les couvre-chefs, les colliers, etc. Au besoin, ils peuvent être cassés et vendus, mais leur valeur ne consiste qu'en la pure valeur matérielle.
Alors que les habitants arabisés et urbains d'Afrique du Nord préfèrent les bijoux en or, les Berbères ruraux conservent les bijoux en argent pendant des siècles. Cela fournit la base économique aux orfèvres des villes moyennes, comme Tiznit ou Séfrou au Maroc, ou des montagnes de Kabylie en Algérie, qui étaient souvent juifs. Toutefois cette influence juive est plus compliquée à admettre dans le cas de la Kabylie où les Berbères sont les seuls à pratiquer l'orfèvrerie. On ne peut plus déterminer si la préférence pour l'argent s'est produite uniquement pour des raisons sociales, économiques ou attribuées au folklore, comme la croyance que ces pièces confèrent un effet protecteur (baraka), ou pour d'autres raisons[réf. à confirmer].

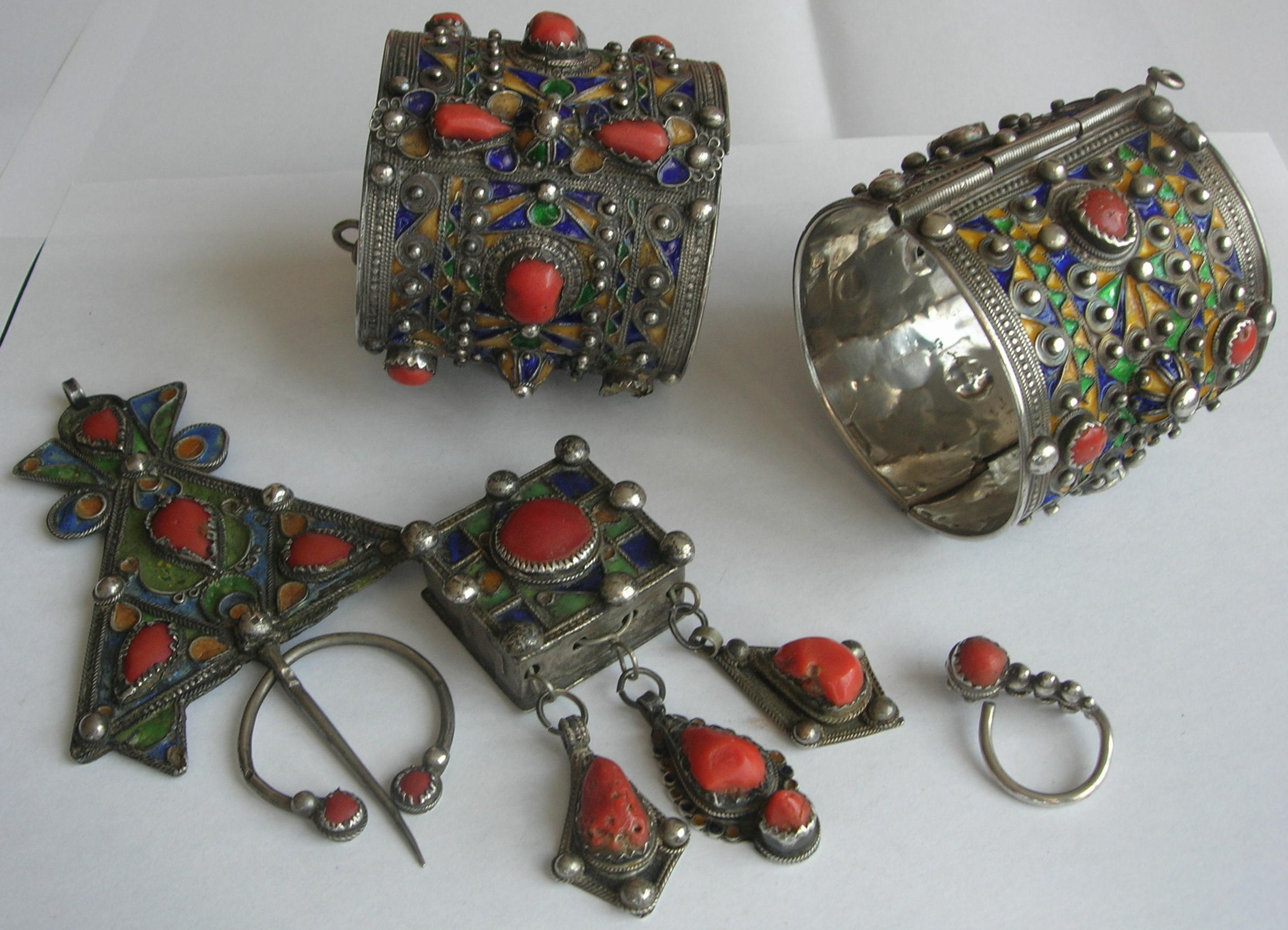
Bijoux berbères de la région de Kabylie en Algérie.

En Algérie, d'importants centres de production et d'utilisation de bijoux sont les villages de la daïra de Beni Yenni et la ville de Ouadhia dans les montagnes de la Grande Kabylie, à l'est d'Alger. Dans la région montagneuse du nord-est des Aurès, les Berbères chaouis utilisent des bijoux en argent, généralement fabriqués avec des applications d'émail et de coraux. Dans le Sud de la Tunisie, l'île de Djerba est un centre traditionnel de production de bijoux, où des motifs figuratifs (plantes, poissons et oiseaux), et parfois de l'or au lieu de l'argent, sont utilisés, contrairement aux traditions marocaines et algériennes,.

### Bijoux touaregs et mauritaniens

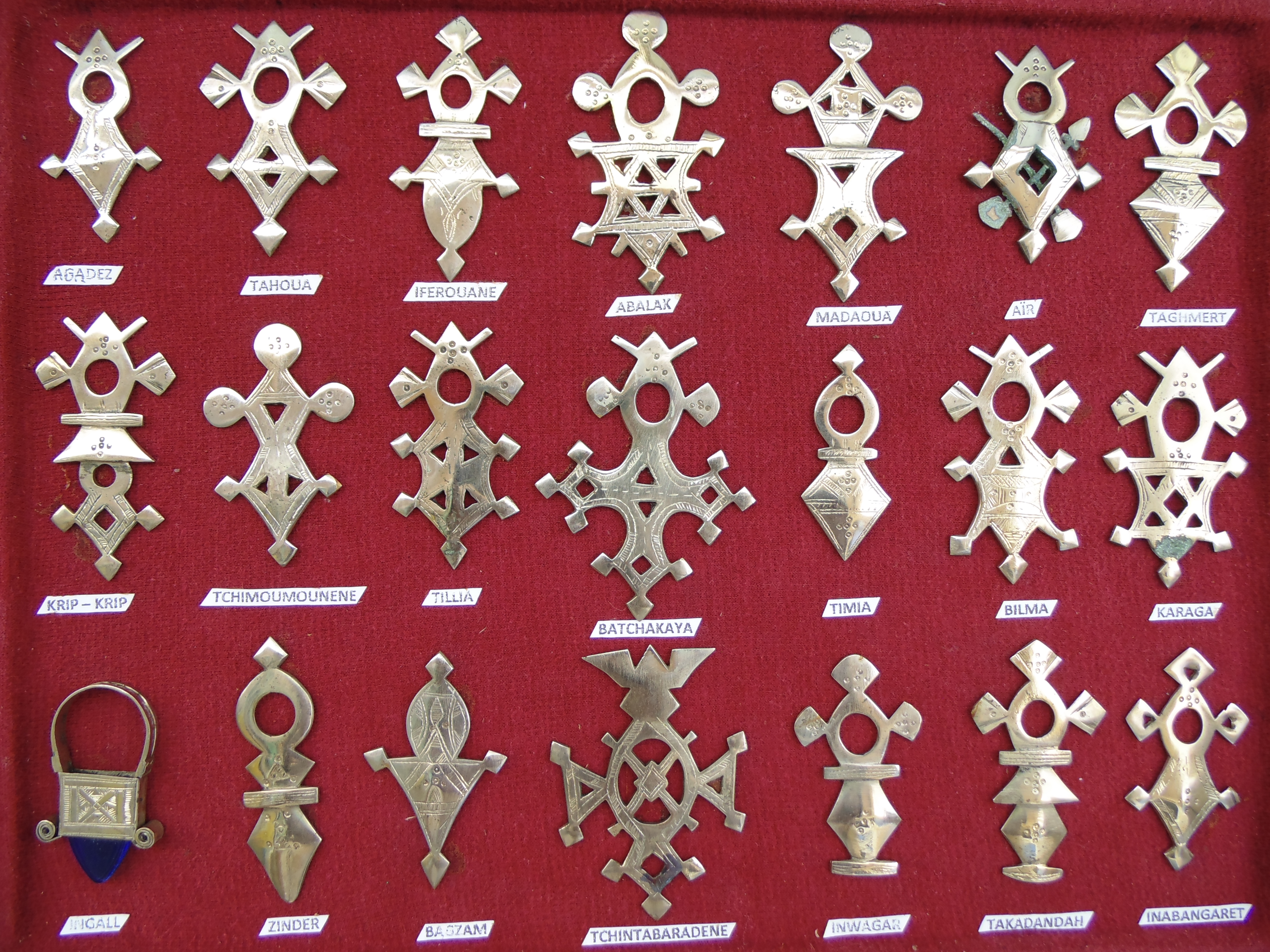
Croix d'Agadez en 21 variations modernes (Niger, 2019).

Les bijoux en argent, en verre coloré ou en fer sont également une tradition particulière des Touaregs,. Ils appartiennent aux peuples berbères et vivent encore pour la plupart en tant que semi-nomades dans certaines parties du Sahara, dans la région du Hoggar de l'actuelle Algérie, au Mali, en Libye, au Niger et au Burkina Faso. Leur joaillerie est remarquable pour la croix d'Agadez, même si seules quelques-unes de ces pièces ressemblent réellement à une croix. La plupart sont portés en pendentifs aux formes variées, qui ressemblent soit à une croix, soit à la forme d'une plaque ou d'un bouclier. Historiquement, les plus anciens spécimens connus étaient en pierre ou en cuivre, mais par la suite les forgerons touaregs ont également utilisé du fer et de l'argent fabriqués selon la technique de la fonte à la cire perdue. Cette pièce est devenue un symbole national et africain de la culture touareg et des droits politiques. De nos jours, ces bijoux sont souvent fabriqués pour les touristes ou comme articles de mode de style ethnique pour les clients d'autres pays, avec certaines modifications modernes.
Les bijoux touaregs ont été comparés à des styles similaires du sud-ouest du Maroc, du Sahara occidental et de la Mauritanie, comme la croix de Trarza, traditionnellement produite par les Berbères, qui parlent la hassanya et sont parfois appelés Maures ou Beidanes. D'après des études sur les bijoux touaregs et mauritaniens, ces derniers sont généralement plus ornés et peuvent porter des éléments pyramidaux typiques. Des spécimens de leurs bijoux, y compris de lourds bracelets de cheville en argent, ont été publiés dans le livre Berber Women of Morocco.

## Méthodes, formes et société

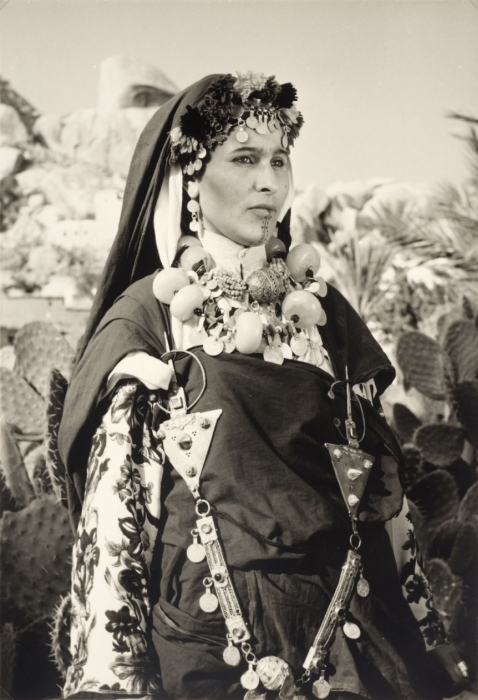
Bijoux chleuhs près de Tafraoute dans la région de Souss (Maroc) vers 1950 ; le collier est soutenu par une broche pénannulaire de chaque côté.

Les bijoux berbères traditionnels se composent principalement d'argent, coulé dans un moule puis finis à la main,. Selon les régions ainsi que le type de bijoux, du verre émaillé, des coraux, des perles d'ambre et de verre coloré ou plus rarement des pierres semi-précieuses sont appliqués. Selon les historiens de l'art, l'art de l'émaillage selon la technique du cloisonné est introduit par des orfèvres juifs séfarades, qui à leur tour avaient hérité de ce savoir-faire de leurs ancêtres maures d'Al-Andalus,. Une autre méthode utilisée au Maghreb est appelée filigrané, car un fil en filigrane d'argent fin est utilisé pour des motifs complexes en forme de maille, pour marquer les limites des perles insérées ou les zones pour chaque couleur de l'espace émaillé dans les tons typiques de jaune, vert et bleu, avant l'application de la poudre de verre fondue. Les bijoux berbères émaillés sont produits en Algérie (Grande Kabylie), au Maroc (Tiznit et Anti-Atlas) ainsi qu'en Tunisie (Moknine et Djerba). Les parties visibles des pièces qui ne sont pas couvertes par l'émaillage ou la technique du filigrané son pour la plupart recouvertes de motifs gravés ou ciselés martelés dans l'argent et souvent aussi rendus plus visibles en appliquant la technique du niellage.
En plus des bracelets ornementaux, des bracelets de cheville, des pendentifs, des anneaux et des chaînes pour colliers ou couvre-chefs, des fibules caractéristiques, composées d'une paire de plaques triangulaires et d'épingles et appelées tizerzaï, étaient utilisées de manière pratique, les épingles perforant les vêtements non cousus des femmes et pointant vers le haut pour maintenir en place les vêtements amples. Dans certains cas, ces fibules sont plutôt grandes et lourdes, car elles devaient tenir de longs morceaux de textile, en coton ou en laine, et lâchement enroulés autour du corps. Une chaîne ou un collier de perles est souvent attaché à deux broches, fixé à un anneau au bas des broches. Comme des broches de forme et de fonction similaires, connues depuis l'âge du bronze, et plus tard des broches romaines et des wisigothes, on pense que de telles fibules sont utilisées au Maghreb depuis l'Antiquité,,.

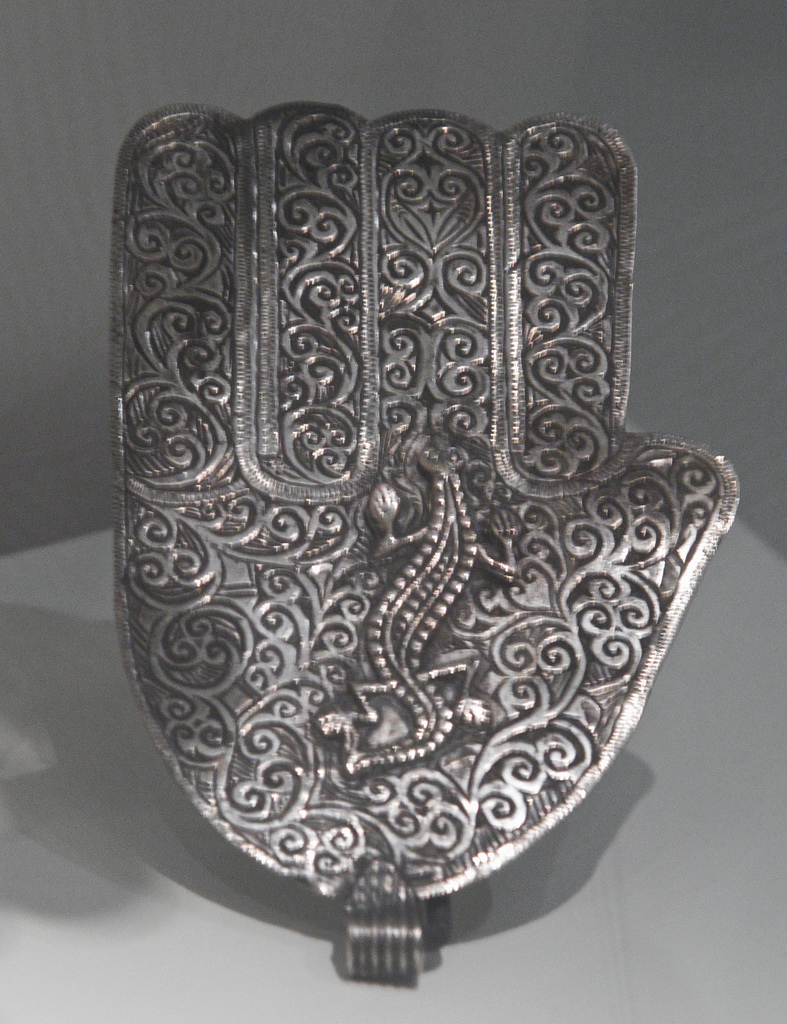
Amulette khamsa ornée d'une salamandre.

Les formes de base typiques des bijoux sont les triangles et les formes en amande, ainsi que la khamsa (prononciation locale du mot arabe pour le chiffre cinq), qui est appelée afus en berbère. Cette forme qui représente les cinq doigts de la main est traditionnellement considérée par les musulmans et les juifs comme une protection contre le mauvais œil. En dehors de celles-ci, des formes géométriques, florales, animales et « cosmiques », telles que des disques solaires ou des croissants, sont utilisées selon les traditions régionales,. Les formes géométriques des bijoux peuvent également être trouvées dans les ornements des bâtiments berbères en brique crue ou en pierre et sur leurs vêtements et tapis traditionnels. Les tatouages de femmes berbères et leurs ornements au henné appliqués lors d'occasions spéciales ainsi que certaines images d'art rupestre régional montrent également des formes similaires.
Dans les régions méridionales du Maroc, en particulier dans les régions du Drâa-Tafilalet et du Souss avec l'important marché de Tiznit, les Juifs berbères, qui y vivent au moins dès le IIe siècle av. J.-C. jusqu'à leur émigration à la fin des années 1950,, sont des orfèvres réputés pour leurs bijoux berbères. Puisque la khamsa a également une réputation protectrice contre le mauvais sort pour les juifs, de telles pièces sont également réalisées avec une étoile de David,.
Les bijoux sont des objets précieux et portés pour les célébrations importantes, telles que les mariages ou les rassemblements religieux et sociaux comme les foires champêtres (moussem). Ils constituent la part la plus importante des cadeaux de mariage du mari et de la dot de la femme, qui restent sa propriété personnelle même en cas de divorce, et se transmettent de génération en génération. En raison des changements des générations, des goûts et du niveau de richesse, ils sont souvent modifiés et retravaillés. Par conséquent, l'âge de nombreuses pièces est difficile à dater et il faut supposer que la plupart d'entre elles n'ont été fabriquées qu'à la fin du XIXe siècle et au début du XXe siècle,. Tout comme d'autres éléments de l'apparence d'une personne, les bijoux ne sont pas seulement portés à des fins esthétiques, mais contiennent également des informations sur la situation sociale des femmes, y compris des messages sur l'état matrimonial, la richesse et la hiérarchie sociale.

## Changements modernes
Dans la seconde moitié du XXe siècle, les modes de vie traditionnels des Berbères ruraux subissent d'importants changements. Malgré la modernisation constante des régions rurales du Maghreb, la migration des campagnes vers les villes et vers d'autres pays ne cesse d'augmenter. Les bijoux berbères perdent ainsi leur sens originel, et la demande ainsi que la production traditionnelle s'arrêtent,. L'historienne de l'art Cynthia Becker rapporte, sur la base de ses études de terrain dans les zones rurales du sud du Maroc au début des années 2000, que certaines « femmes berbères portaient généralement des bijoux en argent, plutôt que les bijoux en or privilégiés par les femmes arabes ».
Selon la plupart des auteurs, cependant, peu de femmes berbères contemporaines portent encore les bijoux lourds, et de nombreuses pièces sont vendues à des acheteurs individuels voyageant dans la région et ceux-ci à leur tour les ont revendent au nombre croissant de magasins d'antiquités et de touristes dans les villes. De nos jours, la plupart des clients sont des touristes ou des collectionneurs étrangers tandis que, dans l'art contemporain, les bijoux berbères sont utilisés pour « exprimer une vision nostalgique et idéalisée du passé ».
Au début des années 2000, l'artiste plasticienne marocaine Amina Agueznay utilise des pièces historiques en argent de la tradition berbère avec ses propres ajouts pour créer des bijoux contemporains, comme un pendentif et un collier en argent avec une gravure traditionnelle sur une face et une application moderne sur l'autre.

## Collections de musées et expositions
Dans le cadre du patrimoine culturel matériel, les bijoux historiques berbères sont collectés par les musées ethnographiques du Maghreb, comme le musée Dar Si Saïd à Marrakech, le musée du patrimoine amazigh à Agadir ou le musée national du Bardo à Alger. Des musées d'autres pays, comme le musée du quai Branly à Paris, le Tropenmuseum à Amsterdam ou le Metropolitan Museum of Art et le Brooklyn Museum à New York, présentent également de telles pièces et d'autres objets culturels traditionnels du peuple berbère.
En 2008, le Museum for African Art de New York organise une exposition de bijoux et d'art marocains de la collection privée Xavier Guerrand-Hermès. De décembre 2004 à août 2006, le musée Peabody d'archéologie et d'ethnologie de l'université Harvard présente l'exposition Imazighen! Beauty and Artisanship in Berber Life, avec un catalogue d'accompagnement sur les artefacts traditionnels, y compris les bijoux, des régions berbères de Kabylie au nord-est de l'Algérie, des montagnes du Rif au nord-est du Maroc et des régions touaregs du Sahara algérien,.
L'exposition Splendeurs du Maroc au musée royal de l'Afrique centrale en Belgique, en 1998-1999, présente une grande variété de bijoux marocains provenant des collections du musée ainsi que de collections privées, décrites dans le catalogue du même nom.
L'historien de l'art Björn Dahlström, ancien directeur du musée d'art berbère de Marrakech, édite le volume Berber Women of Morocco, qui est publié en conjonction avec l'exposition du même nom (2014-2015) et présenté à Paris, Manama et Rabat. De février 2016 à janvier 2017, l'Institut du monde arabe à Paris présente à travers l'exposition Des trésors à porter : bijoux et parures du Maghreb de la joaillerie issue d'une collection privée, soit plus de 250 pièces principalement berbères du Maroc, d'Algérie et de Tunisie. Le catalogue inclut des images et de l'information à propos des matériaux, des techniques et de l'origine régionale des différents styles et pièces.

Sélection de pièces de musées
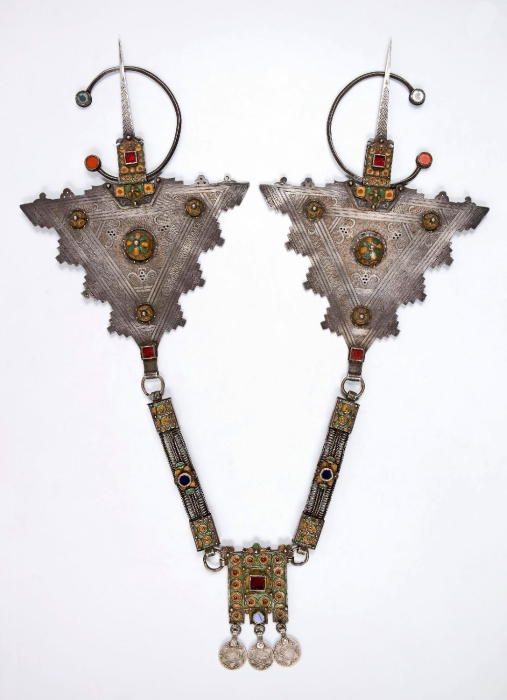
Paire de fibules triangulaires du sud du Maroc avec chaîne et pendentif, Tropenmuseum.
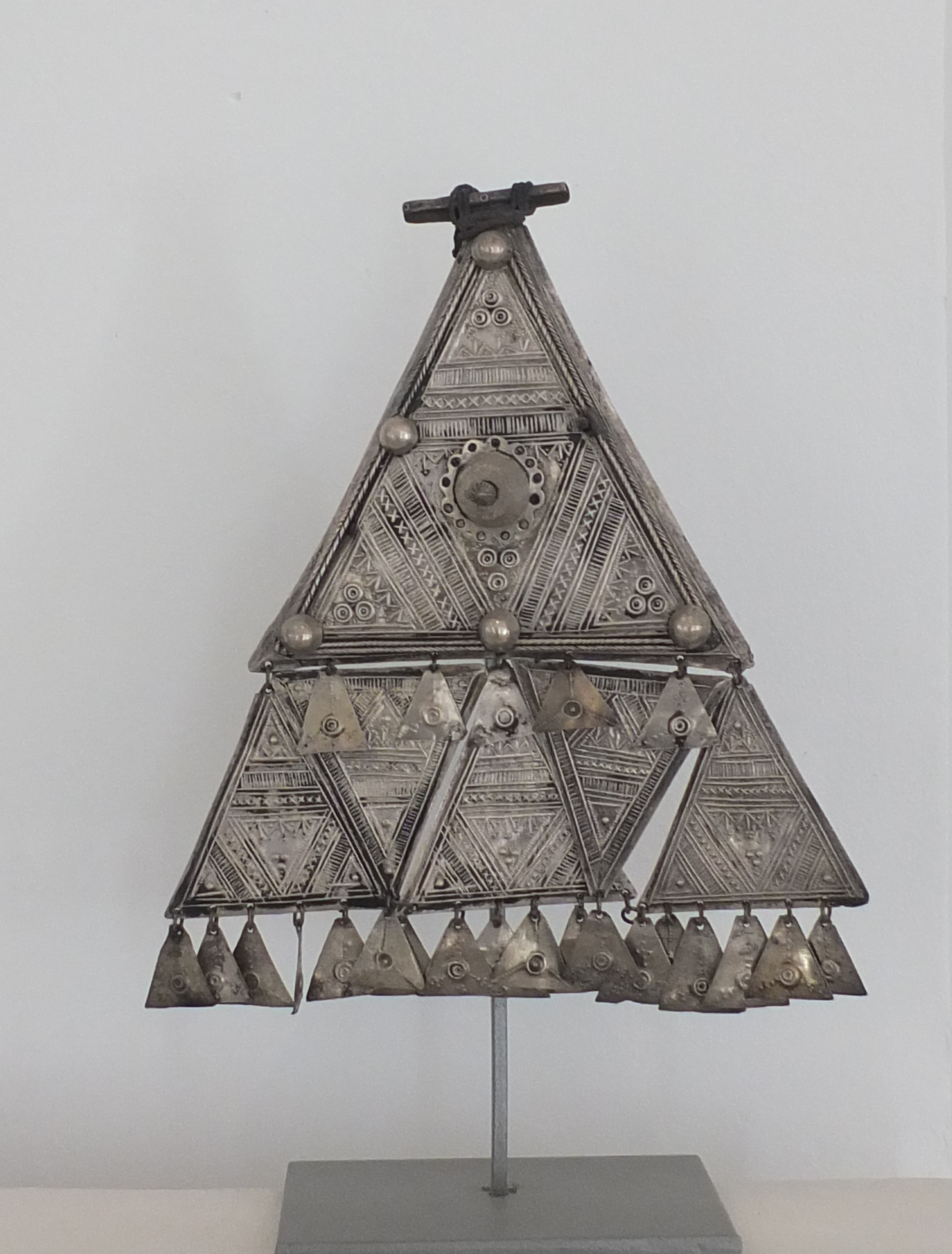
Pendentif touareg du Hoggar (Algérie), musée Lalla Hadria.
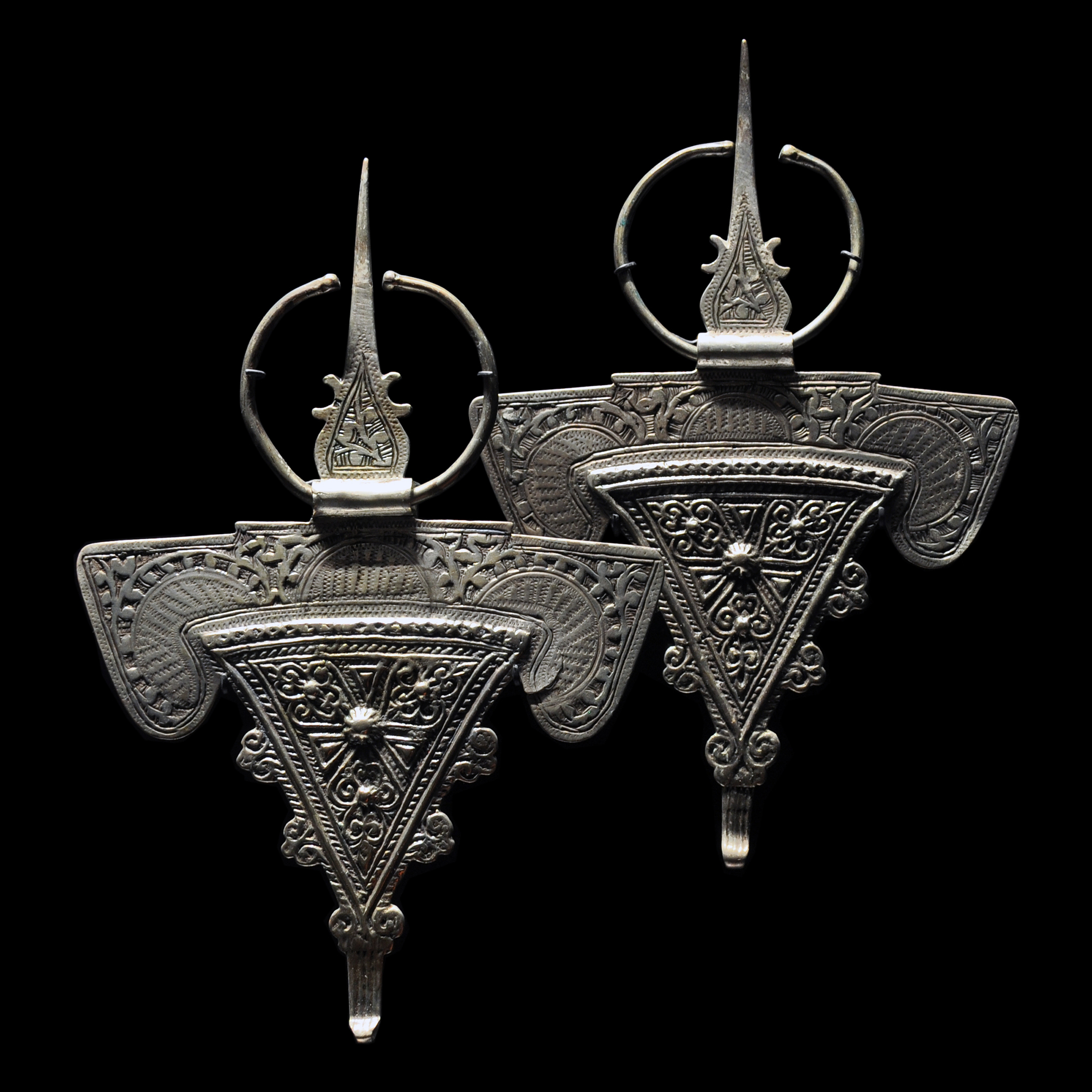
Fibules de style « bélier », ressemblant à une tête de bélier, musée du quai Branly.
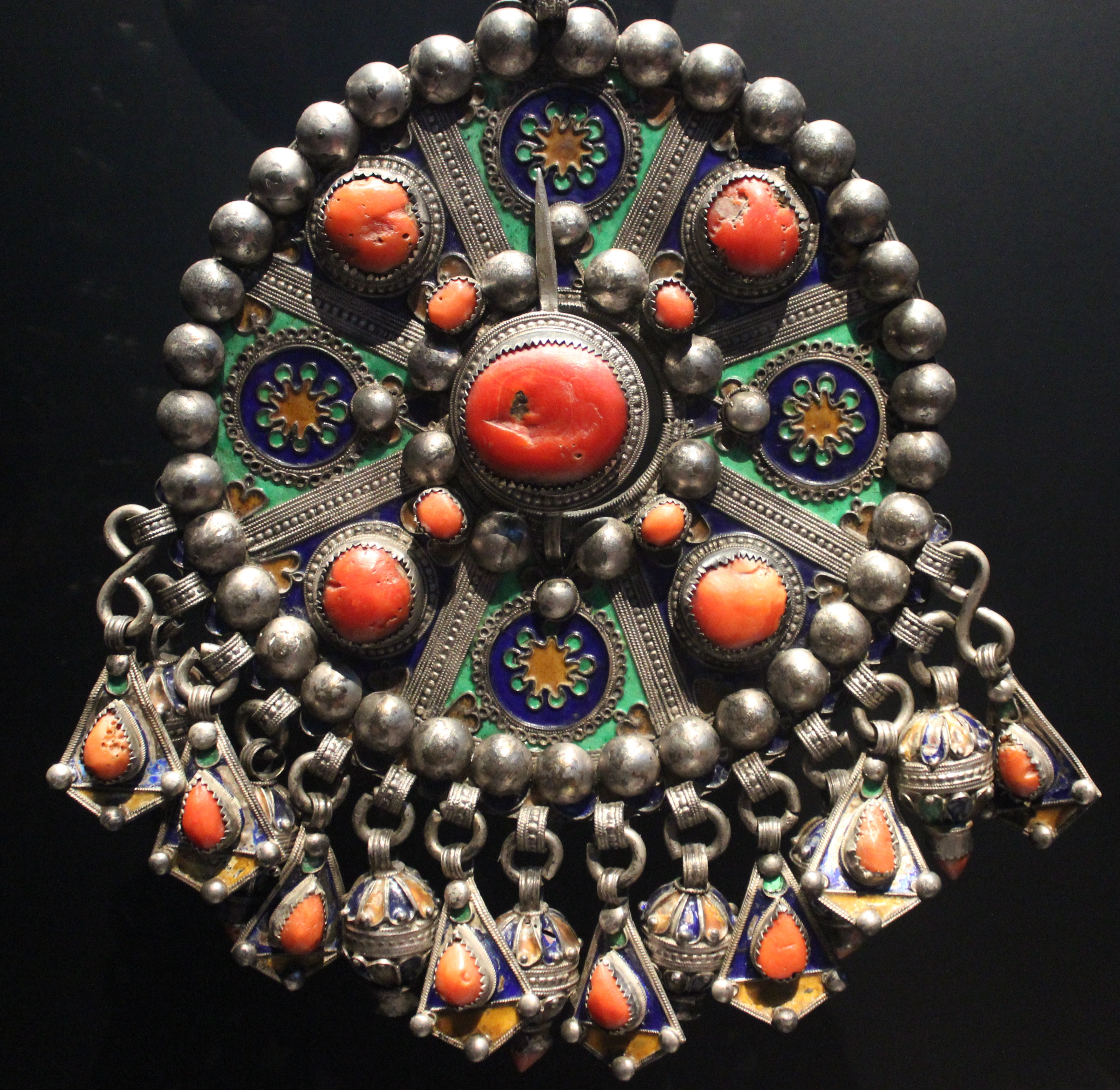
Fibule d'Algérie, musée du quai Branly, Paris.

## Études

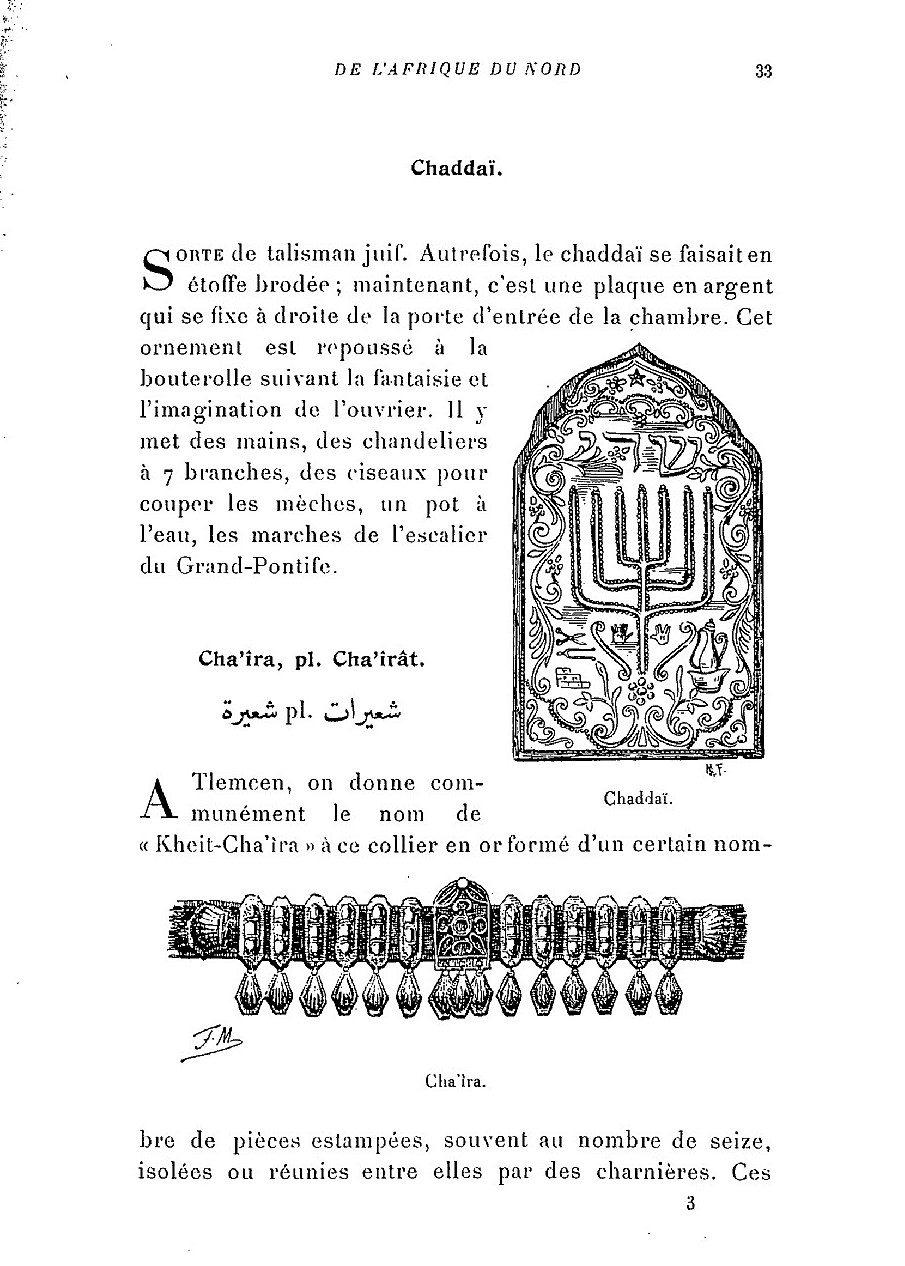
Description d'un talisman juif et d'une coiffe algérienne, d'après Paul Eudel dans le Dictionnaire des bijoux de l'Afrique du Nord (1906).

Les études ethnographiques au Maghreb commencent avec des fonctionnaires coloniaux français et des spécialistes des sciences sociales et comprennent des descriptions des cultures berbères, principalement en ce qui concerne leur architecture traditionnelle, leurs textiles et leurs céramiques, ainsi que des événements sociaux importants tels que des mariages, des fêtes locales (moussem) et des formes de vie économique.
Au cours de la seconde partie du XXe siècle, des ethnologues français publient des articles universitaires et des livres destinés à un public plus large. Ceux-ci portent principalement sur la classification des bijoux berbères en termes de catégories (broches, boucles d'oreilles, bracelets, etc.), de matériaux, formes et noms locaux des différentes pièces et sur les origines historiques, géographiques et ethniques des orfèvres et de leurs clients. Dès le début du XXIe siècle, les historiens de l'art élargissent leur champ d'investigation à d'autres aspects de cette tradition culturelle, tels que les rôles sociaux et sexospécifiques des femmes berbères et l'importance changeante des bijoux et d'autres formes de production artistique berbère dans le monde contemporain,,.

### Premières descriptions ethnographiques
Le collectionneur et critique d'art français Paul Eudel (1837-1911) est l'un des premiers auteurs de descriptions historiques de l'art de la joaillerie au Maghreb. Après son premier récit de la joaillerie en Algérie et en Tunisie, L'orfèvrerie algérienne et tunisienne (1902), il publie un dictionnaire thématique à portée géographique encore plus large, le Dictionnaire des bijoux de l'Afrique du Nord : Maroc, Algérie, Tunisie, Tripolitaine (1906). Sur la base de ses voyages dans ces pays, il compile des informations détaillées sur le style berbère et d'autres styles de bijoux, avec des illustrations graphiques pour ses notes.
Jean Besancenot (1902-1992), peintre français, ethnographe autodidacte et photographe documentaire, produit des descriptions détaillées ainsi que de nombreuses photographies et illustrations artistiques des costumes traditionnels et autres formes de parure personnelle au Maroc. Mandaté par l'administration du protectorat français, il recueille ces documents ethnographiques lors de ses nombreux voyages dans le pays entre 1934 et 1939.
Pour son livre illustré Costumes du Maroc (1942), il identifie trois catégories fondamentales de costumes : la robe berbère rurale, la robe juive et les costumes de citoyens urbains, dont certains avec des éléments vestimentaires arabes. De plus, chacun des portraits de ses soixante peintures à la gouache est attribué à un rôle social précis (femme mariée, garde de palais, musicien, etc.), ville ou région, et l'habit berbère également attribué aux groupes tribaux correspondants. Comme ces tenues vestimentaires sont encore très vivantes et différenciées dans les années 1930, Besancenot remarque qu'en milieu rural, chaque type de tenue vestimentaire représente une identité tribale. Comme ses portraits artistiques en couleur de personnes en pied ne laissent pas suffisamment d'espace pour des éléments comme les coiffures, les chaussures ou la façon de draper des morceaux de textiles, comme le haïk urbain et les vêtements drapés berbères, il ajoute des explications et des dessins de ces pièces d'apparence personnelle. Afin de représenter les bijoux en détail, il ajoute des descriptions et des dessins de 56 pièces de style berbère urbain, ainsi que de 38 styles berbères ruraux. Dans son deuxième ouvrage, Bijoux arabes et berbères du Maroc (1953), il publie des dessins et descriptions de près de 200 bijoux provenant de différents lieux et traditions du Maroc. Besancenot est à l'origine un peintre et ses dessins mettent en évidence les caractéristiques complexes des pièces avec des détails réduits par rapport à ses photographies correspondantes.
Au cours de ses visites sur le terrain, il apprend à utiliser la photographie comme moyen de capturer rapidement ses impressions ethnographiques. Dans un entretien avec le journaliste Dominique Carré, il commente sa démarche : « J'ai voulu prouver que les scientifiques mènent très souvent leurs investigations dans un état d'esprit qui laisse en partie de côté l'aspect esthétique [...] Ils étudient à fond un certain nombre de choses, mais négligent souvent les aspects des arts traditionnels qui contiennent une valeur esthétique très importante. Je voulais restaurer cette valeur ».

### Études d'ethnologues

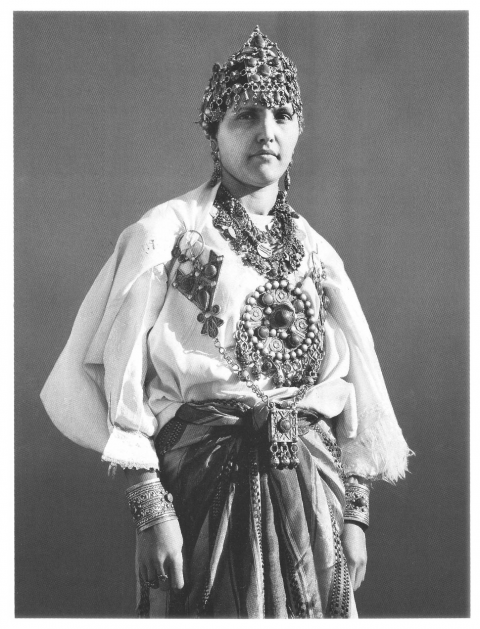
Femme kabyle portant les bijoux traditionnels kabyles (diadème, boucles d'oreilles colliers, bracelets et bagues).

Henriette Camps-Fabrer (1928-2015), ethnologue française spécialisée dans la culture maghrébine, écrit plusieurs ouvrages sur les bijoux berbères d'Algérie et des pays voisins du Maghreb entre les années 1970 et 1990. Elle et son mari, Gabriel Camps (1927-2002), grandissent dans l'Algérie française et publient des recherches sur l'histoire du peuple berbère. Après l'indépendance de l'Algérie en 1962, ils enseignent l'archéologie et l'anthropologie culturelle à l'université d'Alger et sont associés au musée national du Bardo. Gabriel Camps est également le fondateur et le premier rédacteur en chef de l'Encyclopédie berbère, où des entrées sur les bijoux berbères, son histoire, sa production et sa typologie par Camps-Fabrer sont publiées.
L'ethnologue française Marie-Rose Rabaté est quant à elle coautrice de plusieurs livres et articles publié dès la fin des années 1970 sur les traditions populaires au Maroc et portant sur les costumes, les bijoux et autres arts décoratifs. Commentant la disparition de l'usage des bijoux berbères dès les années 1960, elle juge « urgent, en cette fin de [XXe] siècle, d'identifier ces parures, de les localiser le plus précisément possible, afin de leur donner la place qui leur revient dans l'histoire des traditions marocaines ».
Dans son livre de 1989, Bijoux berbères au Maroc dans la tradition judéo-arabe, qui se concentre sur la tradition juive au Maroc, l'ethnologue David Rouach donne pour sa part des informations détaillées sur la façon de déterminer la date de production de certaines des pièces en argent, les formes et les techniques utilisées et surtout sur leurs symboles et dessins.

### Études d'historiens de l'art

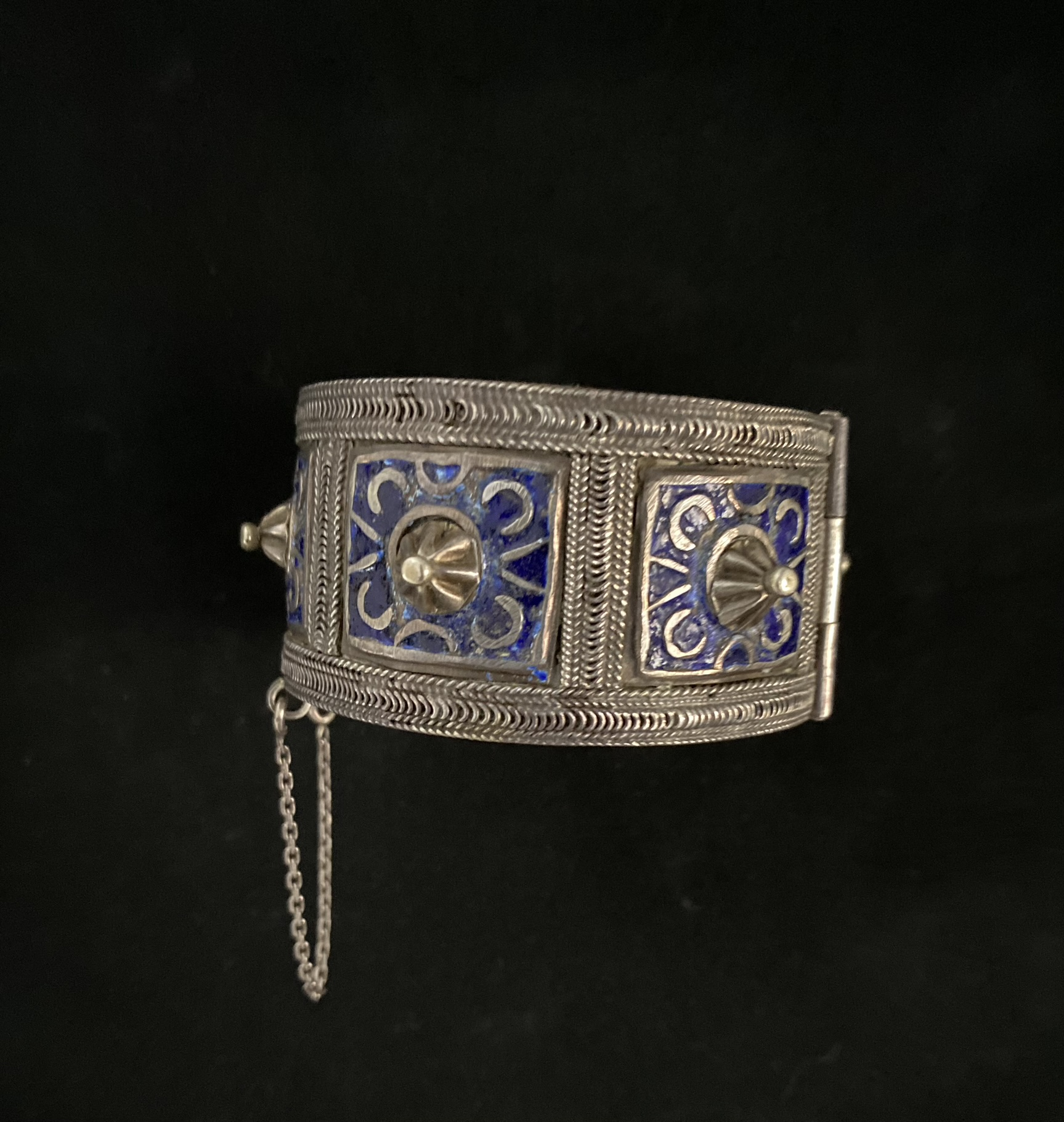
Bracelet des Zayanes dans le Moyen Atlas marocain (début du XXe siècle).

Le livre Berber Memories: Women and Jewellery in Morocco through the Gillion Crowet Collections (2021) présente des chapitres de l'historien de l'art belge Michel Draguet sur l'histoire des Berbères, ainsi que sur les traditions culturelles sexospécifiques des femmes berbères. La joaillerie se situe dans le contexte de la vie quotidienne, où les femmes ont un statut social spécifique reflété par leur artisanat, la poésie orale et la mode, y compris la joaillerie. Puisant dans une collection privée d'environ 300 pièces, ce volume de près de 600 pages présente également de nombreuses photographies de bijoux berbères de différentes régions du Maroc.
Selon l'article Deconstructing the History of Berber Arts: Tribalism, Matriarchy and a Primitive Neolithic Past (2010) de l'historienne de l'art africain de l'université de Boston, Cynthia Becker, la compréhension contemporaine de l'histoire des traditions artistiques berbères reste sommaire et superficielle. Alors que la recherche postcoloniale expose de manière critique les stéréotypes et l'approche eurocentrique des études antérieures, elle postule que cette approche historique est insuffisante pour comprendre les réalités complexes de la vie des peuples nord-africains. En particulier, elle affirme que l'influence de l'islam, de la culture arabe, du commerce et de la migration est largement ignorée. En outre, elle conteste la notion de production artistique « arabe urbaine » par opposition aux artefacts « berbères ruraux » et cite l'article de l'historienne de l'art Sidney Littlefield Kasfir (en), One tribe, one style?, qui avance que « les cultures précoloniales étaient mutuellement dépendantes, interagissaient fréquemment et partageaient bon nombre de leurs traditions artistiques au-delà des frontières ethniques ». Critiquant la notion de traditions berbères « anciennes » qui nie le changement historique, Becker soutient : « De telles affirmations idéalisent et déshistorisent les Berbères ruraux, renforçant l'idée que les arts berbères authentiques sont ceux qui sont restés intacts au cours des siècles ». Se référant aux interprétations des motifs berbères comme des formes archétypales avec des caractéristiques protectrices qui ont été retracées à l'époque préislamique par des ethnologues de l'ère coloniale tels que Gabriel Camps, Becker avertit en outre que la notion d'une « berbère inconsciente et millénaire » échoue « à considérer les rencontres sociales subtiles et les négociations qui influencent la production artistique ».
Commentant les rôles centraux et sexospécifiques des femmes en tant que productrices de vêtements et de textiles et en tant que bénéficiaires de costumes et de bijoux, Becker écrit dans son étude de 2006, Amazigh Arts in Morocco: Women Shaping Berber Identity : « Les femmes ont à la fois créé les symboles artistiques de l'identité berbère et les ont portés sur leur corps, faisant du corps féminin décoré un symbole public de l'identité berbère ». Elle conclut que contrairement aux Nord-Africains de culture arabe, les femmes berbères « sont les principales productrices d'art, et les arts des femmes identifient le groupe comme berbère ».
L'ethnologue française Marie-Luce Gélard discute des bijoux dans le contexte des rituels de mariage collectif de la tribu Aït Khabbash dans le sud-est du Maroc, et souligne à la fois la nature spécifique au genre de ces objets ainsi que la complémentarité des pratiques culturelles liées au genre comme suit :

« Les bijoux ont un genre, bien sûr [...] En effet, par leur usage social et rituel, ces bijoux dépassent la seule manifestation de la sphère féminine. S'ils représentent l'épouse, ils sont aussi l'expression de la rencontre, de l'union et de la complémentarité des genres [...] Nous sommes loin des visions normatives d'univers masculin et féminin totalement disjoints ; l'usage et l'étalage rituels des objets témoignent plutôt d'une unité des genres. »

— Marie-Luce Gélard, Le rôle des objets dans les rituels de mariage collectifs (Sahara, Maroc)
D'autres aspects contemporains des études ethnographiques et de la présentation de la culture matérielle berbère et d'autres cultures matérielles nord-africaines dans les musées interrogent sur la façon dont l'histoire sociale complexe et la production culturelle des peuples berbères ou arabophones peuvent être comprises. Dans le contexte des études postcoloniales, des auteurs tels que Cynthia Becker et Lisa Bernaseck déclarent que les relations entre « les individus, les institutions étatiques, les études universitaires et les politiques artistiques coloniales ont façonné notre compréhension des arts berbères ». Les catégories historiques de l'art utilisées pour expliquer ces relations, telles que la distinction entre objets arabes/urbains et berbères/ruraux ou ethnographiques et artistiques, « continuent d'organiser aujourd'hui la production de connaissances sur ces arts » et ne sont toujours pas considérées comme suffisamment adéquates pour décrire les productions sociales complexes et l'interprétation des sociétés en mutation au Maghreb.

### Français
- Tatiana Benfoughal, Bijoux et bijoutiers de l'Aurès, Algérie : traditions & innovations, Paris, CNRS Éditions, 1997 (ISBN 2-271-05446-X).
- Jean Besancenot, Costumes et types du Maroc illustrés de soixante gouaches reproduites en facsimile et en camaïeu, Paris, Horizons de France, 1988 (1re éd. 1942) (ISBN 978-2857443575, lire en ligne).
- Jean Besancenot, Bijoux arabes et berbères du Maroc : 40 planches comprenant 193 modèles de bijoux, dessinés et commentés, Casablanca, Éditions de la Cigogne, 2001 (1re éd. 1953) (ISBN 978-9954026724).
- Jean Burner, Bijoux touaregs : art des bijoux anciens du Sahel et du Sahara au Niger, L'Argentière-la-Bessée, Éditions du Fournel, 2011 (ISBN 978-2-36142-024-6, OCLC 731902569).
- Henriette Camps-Fabrer, Les Bijoux de grande Kabylie, Alger, Collections du musée du Bardo et du Centre de recherches anthropologiques, préhistoriques et ethnographiques, 1970.
- Henriette Camps-Fabrer, Bijoux berbères d'Algérie : Grande Kabylie, Aurès, Aix-en-Provence, Édisud, 1990.
- Djamila Chakour et Yanis Mokri, Des trésors à porter : bijoux et parures du Maghreb, collection J.-F. et M.-L. Bouvier, Paris, Institut du monde arabe, 2016, 159 p. (ISBN 978-2843061844).
- Paul Eudel, L'Orfèvrerie algérienne et tunisienne, Alger, Jourdan, 1902, 544 p. (lire en ligne).
- Paul Eudel, Dictionnaire des bijoux de l'Afrique du Nord : Maroc, Algérie, Tunisie, Tripolitaine, Paris, Ernest Leroux, 1906, 242 p. (lire en ligne).
- Samira Gargouri-Sethom, Le Bijou traditionnel en Tunisie : femmes parées, femmes enchaînées, Aix-en-Provence, Édisud, 1986 (ISBN 978-2-85744-269-1).
- Marie-Luce Gélard, « Le rôle des objets dans les rituels de mariage collectifs (Sahara, Maroc) », dans Les objets ont-ils un genre ? Culture matérielle et production sociale des identités sexuées, Paris, Armand Colin, 2012 (ISBN 978-2-20027-713-0), p. 89–104.
- Ivo Grammet, « Les Bijoux », dans Splendeurs du Maroc, Tervuren, Musée royal de l'Afrique centrale, 1998 (ISBN 90-75894-14-7), p. 212–339.
- Marie-Rose Rabaté, Les Bijoux du Maroc : du Haut-Atlas à la vallée du Draa, Courbevoie, ACR Édition, 2015 (ISBN 978-2-86770-210-5).
- Marie-Rose Rabaté et André Goldenberg, Arts et cultures du Maroc : un jardin d'objets, Courbevoie, ACR Édition, 2004 (ISBN 978-2-86770-162-7).
- Marie-Rose Rabaté, André Goldenberg et Jean-Louis Thau, Bijoux du Maroc du Haut Atlas à la Méditerranée, depuis le temps des juifs jusqu'à la fin du XXe siècle, Aix-en-Provence, Édisud/Eddif, 1999 (ISBN 978-2-7449-0081-5, lire en ligne).
- Marie-Rose Rabaté, Jacques Rabaté et Dominique Champault, Bijoux du Maroc : du Haut Atlas à la vallée du Draa, Aix-en-Provence, Édisud/Le Fennec, 1996 (ISBN 978-2-8574-4864-8).
- Marie-Rose Rabaté, Les Fibules : deux mille ans en Afrique du Nord, arts et symboles, Courbevoie, ACR Édition, 2013 (ISBN 978-2-86770-207-5).
- David Rouach, Bijoux berbères au Maroc dans la tradition judéo-arabe, Courbevoie, ACR Édition, 1989 (ISBN 978-2-86770-034-7).
- Haïm Zafrani, Deux mille ans de vie juive au Maroc : histoire et culture, religion et magie, Paris, Maisonneuve et Larose/Eddif, 1998 (ISBN 9981-09-018-2).

### Autres langues
- (en) Cynthia Becker, Amazigh Arts in Morocco : Women Shaping Berber Identity, Austin, University of Texas Press, 2006 (ISBN 978-0-292-79591-4, lire en ligne).
- (en) Cynthia Becker, « Deconstructing the History of Berber Arts: Tribalism, Matriarchy and a Primitive Neolithic Past », dans Berbers and Others: Beyond Tribe and Nation in the Maghrib, Bloomington, Indiana University Press, 2010 (ISBN 978-0-253-35480-8), p. 195–220.
- (en) Margaret Courtney-Clarke et Geraldine Brooks, Imazighen : The Vanishing Traditions of Berber Women, New York, Clarkson Potter, 1996 (ISBN 978-0-517-59771-2).
- (en) Björn Dahlström, Berber Women of Morocco, Paris, Éditions Artlys, 2014, 191 p. (ISBN 978-2-85495-576-7).
  - (en) Cynthia Becker, « Jewelry Art: Masterpieces of Berber Identity », dans Berber Women of Morocco, Paris, Éditions Artlys, 2014 (ISBN 978-2-85495-576-7), p. 43–75.
- (en) Michel Draguet et Nathalie de Merode, Berber Memories : Women and Jewellery in Morocco through the Gillion Crowet Collections, Bruxelles, Mercatorfonds, 2020 (ISBN 978-0-300-25395-5).
- (de) Gerhard Göttler et Adrian Fritschi, Magische Ornamente : Silberschmuck der Tuareg, Zurich, Museum Rietberg, 2003 (ISBN 978-3907077122).
- (de + fr) Helke Kammerer-Grothaus Makilam, Das Silber des Mondes : Berberschmuck aus Algerien; die Sammlung Zanotti = L'argent de la lune, Brême, Makilam, 2015 (lire en ligne).
- (en) Kristyne Loughran, « Tuareg Women and their Jewelry », dans Art of Being Tuareg : Sahara Nomads in a Modern World, Stanford/Los Angeles, Iris & B. Gerald Cantor Center for Visual Arts/UCLA Fowler Museum of Cultural History, 2006 (ISBN 978-0-9748729-4-0), p. 167–212.
- (en) Kristyne Loughran et Thomas K. Seligman, « The Cross of Agadez (Tenaghalt tan Agadez) », dans Art of being Tuareg : Sahara nomads in a Modern World, Stanford/Los Angeles, Iris & B. Gerald Cantor Center for Visual Arts/UCLA Fowler Museum of Cultural History, 2006 (ISBN 978-0-9748729-4-0), p. 251-265.